# Koštice
Koštice är en ort i Tjeckien.   Den ligger i regionen Ústí nad Labem, i den nordvästra delen av landet, 50 km nordväst om huvudstaden Prag. Koštice ligger 178 meter över havet och antalet invånare är 608.
Terrängen runt Koštice är platt åt sydost, men åt nordväst är den kuperad. Koštice ligger nere i en dal.Runt Koštice är det ganska glesbefolkat, med 39 invånare per kvadratkilometer. Närmaste större samhälle är Litoměřice, 19,8 km nordost om Koštice. Trakten runt Koštice består till största delen av jordbruksmark.